# 장준 (태권도 선수)
장준(張準, 2000년 4월 16일~)은 대한민국의 태권도 선수이다. 2019년 세계 태권도 선수권 대회에서 우승했으며, 2020년 하계 올림픽에서 동메달을 획득했다.

## 경력
충청남도 홍성군 홍성읍 출신으로 홍성초등학교, 홍성중학교, 홍성고등학교를 졸업했다. 7살 때 태권도를 처음 시작했으며, 초등학교 4학년 때 본격적으로 선수 생활을 시작했다. 홍성고 1학년 때 주니어 국가대표로 발탁되었다. 같은 해 11월에 캐나다 버너비에서 열린 세계 주니어 선수권 대회 밴텀급에 참가하여 독일의 라니 드레베스, 필리핀의 카를로 디오니시오, 튀니지의 하니 네파티, 러시아의 세르게이 키르사노프, 이란의 에브라힘 사파리수미흐를 차례로 제압하고 우승을 차지했다. 2017년 4월에는 카자흐스탄의 아티라우에서 열린 아시아 주니어 선수권 대회에 참가하여 이란의 사파리수미흐, 타이완의 쑤하오위, 카자흐스탄의 라하트 알자노프, 필리핀의 디오니시오를 누르고 금메달을 획득했다.
홍성고등학교 재학 시절 2017년에 성인 국가대표 선수로 발탁되었다. 그 해 8월에 처음으로 성인 국가대표로서 러시아 모스크바에서 열린 그랑프리에 참가했으나 1회전인 32강전에서 탈락했다. 9월에는 투르크메니스탄의 아시가바트에서 열린 2017년 실내 무도 아시안 게임에 참가하여 -58kg급에서 이란의 히디 티란을 누르고 금메달을 획득했다. 이후 2017년 12월에 열린 중화인민공화국 우시에서 열린 월드 태권도 그랜드슬램에서 김태훈의 뒤를 이어 은메달을 획득했다. 2018년 첫 국제 대회인 5월에 베트남의 호찌민시에서 열린 2018년 아시아 태권도 선수권 대회에서는 네팔의 마노지 말라, 이란의 사파리수미흐, 아르민 하디푸르세이갈라니, 태국의 람나롱 사웩위하리를 누르고 금메달을 차지했다. 이후 7월에는 우시에서 열린 월드컵 단체전에서 인교돈, 박지민, 남궁환, 신동윤과 함께 중국을 누르고 우승을 차지했으며, 8월에 열린 모스크바 태권도 그랑프리에서도 역대 최연소로 금메달을 획득했다. 이후에도 9월에서 열린 타오위안 그랑프리에서 동메달, 푸자이라에서 열린 그랑프리 파이널에서 금메달을 차지했다. 2018년 마지막 대회인 그랜드슬램에서는 중국의 량위솨이를 누르고 우승을 차지했다.
2019년 5월에는 영국 맨체스터에서 열린 자신의 첫 세계 태권도 선수권 대회에 참가하였다. 그는 프랑스의 킬리안 보네, 모로코의 오마르 라케할, 몰도바의 스테판 드미트로브, 아르헨티나의 루카스 구스만, 멕시코의 브란돈 플라사를 꺾고 우승하여 대회 MVP를 수상했다.
2020년 1월 2016년 하계 올림픽 동메달리스트인 김태훈과의 대표팀 선발전에서 두 번 모두 이기며 2020년 하계 올림픽 대표팀 선수로 발탁되었다. 이후 코로나19 범유행으로 인해 올림픽이 연기되고 국제 대회 출전이 제한되면서 국제 대회에 출전하지 않았다가 이듬해인 2021년에 일본 도쿄에서 열린 올림픽을 통해 국제 대회에 복귀했다. 그는 필리핀의 커트 바보사와 스페인의 아드리안 비센테를 차례로 꺾고 준결승에 올랐으나 튀니지의 무함마드 할릴 젠두비에 패하면서 동메달 결정전에 진출했다. 동메달 결정전에서는 헝가리의 설림 오머르를 누르면서 동메달을 획득했다.